# San Vicente de Alcántara
San Vicente de Alcántara ist eine spanische Gemeinde (municipio) in der Provinz Badajoz in der Autonomen Gemeinschaft Extremadura. Die Gemeinde zählte auf einer Fläche von 275,3 km² im Jahre 2024 insgesamt 5.204 Einwohner. Zur Gemeinde zählen die Gutsbezirke (encomienda) Dehesa Mayorga und Dehesa Piedrabuena.

## Lage
Die Gemeinde liegt rund 13 km südöstlich von Valencia de Alcántara und 21 km nordwestlich von Alburquerque an der Regionalstraße EX-110; die Grenze zu Portugal ist auf der Straße rund 25 km entfernt. 
Die Eisenbahn von Cáceres nach Valencia de Alcántara verläuft durch das nördliche Gemeindegebiet, wo sich auch der Bahnhof befindet.

## Sehenswürdigkeiten
- Die barocke Pfarrkirche San Vicente Mártir.
- San Vicente de Alcántara besitzt wie das benachbarte Valencia de Alcántara mehrere Dolmen
- Die im Jahr 1708 erbaute Ermita de Santa Ana wurde zum Bien de Interés Cultural erklärt.
- Von dem einige Kilometer südlich des Orts auf einem Hügel gelegenen rechteckigen Castillo de Mayorga, das einst dem Alcántaraorden gehörte, sind der mächtige Turm, weiter Teile des Torre del Homenaje und verschiedene Mauern erhalten.
- Der Dolmen Cajirón II liegt südwestlich von San Vicente de Alcántara.